# Idomenta luteipalpis
Idomenta luteipalpis is een hooiwagen uit de familie Cranaidae.